# Les Fiancées en folie
Pour plus de détails, voir Fiche technique et Distribution.
Les Fiancées en folie (Seven Chances) est un film muet américain réalisé par Buster Keaton en 1925.

## Synopsis
Courtier dans une mauvaise situation financière, Jimmie Shannon est le légataire de sept millions de dollars par son grand-père. Mais une condition accompagne cet héritage providentiel : Jimmie doit être marié avant 19h le jour de ses 27 ans. Encore célibataire, il fête justement ses 27 ans ce jour-là. La fille de son cœur, Mary, semble s'imposer mais Jimmie lui fait une demande si maladroite qu'elle lui refuse sa main. Retournant au country-club avec son associé, il fait alors sa demande aux sept jeunes filles qu'il connaît (les "seven chances" du titre original) mais toutes l'envoient paître. 
Son associé lui suggère alors de le retrouver dans une église à 17h, promettant de lui dénicher une heureuse élue. Poursuivant toute la journée sans succès ses demandes, Jimmie se résigne à se rendre à l'église dite, alors déserte. Il s'assoupit sur le banc du premier rang alors qu'arrivent d'innombrables femmes, au physique souvent disgracieux, en blanc. Toutes arborent un journal dans lequel est paru une annonce publiée par son associé avec la photo de Jimmie et un appel à volontaires pour l'épouser. À son réveil, il prend peur devant l'hystérie qu'il provoque et tente d'échapper à la cohorte qui le poursuit à travers les rues de la ville jusqu'aux collines désertiques où des rochers dévalant la pente semblent à leur tour vouloir l'atteindre. 
Entretemps, le malentendu avec sa fiancée se dissipe et l'union se fait quelques secondes avant 19h.

## Fiche technique
- Titre : Les Fiancées en folie
- Titre original : Seven Chances
- Réalisation : Buster Keaton
- Scénario : Jean C. Havez, Joseph A. Mitchell et Clyde Bruckman, d'après la pièce de David Belasco adaptée par Roi Cooper Megrue (en)
- Photographie : Elgin Lessley et Byron Houck (en)
- Direction technique : Fred Gabourie (en)
- Producteur : Joseph M. Schenck
- Société de production : Buster Keaton Comedies
- Société de distribution : Metro-Goldwyn-Mayer
- Pays d'origine : États-Unis d’Amérique
- Format : Noir et blanc - 1,37:1 - Format 35 mm
- Langue : film muet intertitres anglais
- Genre : Comédie
- Durée : 57 minutes
- Date de sortie : États-Unis : 16 mars 1925

## Distribution
- Buster Keaton : James Shannon
- T. Roy Barnes : Billy Meekin, l'associé
- Snitz Edwards : le notaire
- Ruth Dwyer : Mary Jones
- Frances Raymond : la mère de Mary
- Erwin Connelly (en) : Le pasteur
- Jules Cowles : Le serviteur
- Jean Arthur : réceptionniste du country club (non créditée)
- Bartine Burkett : une jeune fille au country club (non créditée)
- Louise Carver (en) : une future mariée (non créditée)
- Doris Deane : : la fille sur le parcours de golf (non créditée)
- Eugenia Gilbert : la jeune fille au chapeau qui rit de la proposition de James (non créditée)
- Rosa Gore (en) : une future mariée à l'église (non créditée)
- Jean C. Havez : Le gros homme sur le palier (non crédité)
- Constance Talmadge : (non créditée)

## Remakes
- Brideless Groom (1947) et Husbands Beware (1956), courts métrages des Trois Stooges
- Le Soupirant (1963) de Pierre Étaix
- Le Célibataire (The Bachelor, 1999) de Gary Sinyor